# Hermannit
Les Hermannit sont un groupe de trois îles de la baie de Botnie à Oulu en Finlande.

## Description
Les Hermannit sont situées en face du port d'Oulu à l'ouest de Toppilansaari et elles sont inhabitées.
À l'Est des îles se trouve une voie navigable de 1,8 mètre de profondeur.
Les îles sont peu élevées et des bois de feuillus poussent sur leurs points les plus élevés.
Une zone de plage de sable est située dans la partie orientale de l'île centrale.
En raison de ses plages de sable, l'île est une destination appréciée des plaisanciers.
Les îles abritent des oiseaux de mer et elles sont un lieu de nidification des tournepierres à collier.

## Galerie

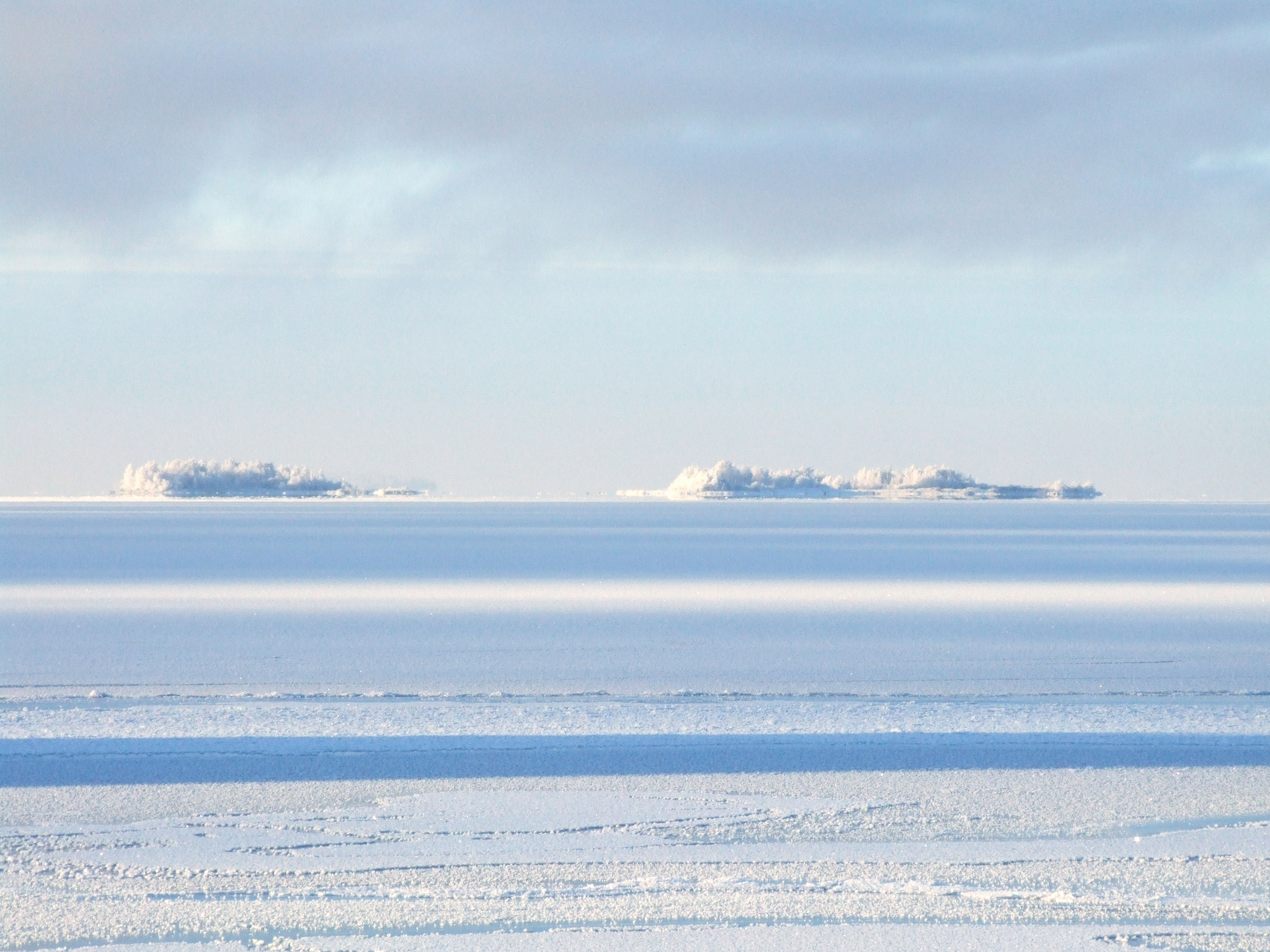